# Santuario de Nuestra Señora de Corpiño
El santuario de Nosa Señora do Corpiño, más conocido simplemente como O Corpiño, es un santuario situado en Corpiño, en la parroquia de Santa Baia de Losón perteneciente al municipio de Lalín, en una pequeña colina en lo alto del valle del río Deza, a medio camino de la carretera de Silleda a Vila de Cruces.

## Historia
La arquitectura actual del edificio data de finales del siglo XIX. Sin embargo, la ubicación del actual santuario fue elegida en torno al siglo XII, ya que la leyenda cuenta que cerca de allí, en una pequeña ermita ofrecida a San Adriano, vivía una persona que tenía una gran devoción por la figura de María, a la que dedicó numerosos sermones que fueron recibidos con gratitud por los vecinos de la zona. La leyenda cuenta que con el tiempo el hombre apareció muerto pero con el cuerpo incorrupto, lo que se interpretó como un milagro obrado por María. En respuesta, los habitantes del pueblo construyeron una capilla en su honor, donde ahora se encuentra la iglesia actual.[cita requerida]

## Romería
Las peregrinaciones de los creyentes tienen lugar a lo largo de todo el año, aunque alcanzan su punto álgido durante la romería que se celebra en torno al 23 y 24 de junio. Cientos de peregrinos se reúnen aquí en busca de un remedio para sus dolencias, especialmente los afectados por enfermedades relacionadas con lo más malsano, como los hechizos, los meigres, los tolemas o las posesiones demoníacas, quizá una forma de referirse a enfermedades mentales o nerviosas poco conocidas. El Corpiño es también uno de los pocos lugares de la península donde todavía se practican exorcismos para sacar el demonio o meigallo del cuerpo de los creyentes "poseídos". De este modo, la religión y la brujería se mezclan en el mismo espacio como únicos culpables o remedios para las enfermedades para las que la medicina supuestamente no ha podido dar una solución o explicación.
Durante estas fechas de junio, cientos de fieles llegan por la mañana para presentar sus ofrendas a María en forma de exvotos de cera y velas en un intento de dejar una muestra de su confianza y devoción. Después de la misa de medianoche, los peregrinos se alinean alrededor del templo para que la figura de la Virgen en procesión sea llevada sobre sus cabezas. En ese momento los creyentes frotan pañuelos contra los pies de la Virgen para cargarla con algún tipo de poder curativo o apotropaico, para llevar a casa y proteger a los enfermos cuyas enfermedades les impidieron asistir a la peregrinación.